# 訴状 (中国史)
前近代中国法制史における訴状（そじょう）は、訴訟文書の一種。裁判官を兼ねる地方の行政長官宛に提出された。

## 概要
現状残っている訴状は明代以降のものであり、清代のものは地方官庁に保存した公文書である檔案に所収されている場合が多い。
繁忙である地方官が訴訟を忌避することを回避するため、例え軽微な民事案件であっても、いかに大事件に見せるか、相手が不法行為を行っていると見せるかが重要視された。このため、読み書きができる人が金銭を貰って代作を依頼される例もみられ（訟師）、そのためのマニュアル本（訟師秘本）も著された。
清代に入ると書式も標準化され、官庁にある専用用紙に必要事項を記入して届け出る形式となった。提出された訴状は地方官によって「批」と呼ばれる説示が記入され、受理・不受理とその理由と当該訴状の評価を書き記した。これは一種の略式裁判の要素を含んでおり、後日の本格的な裁判や和解が実施されたときに「批」の内容が影響を与えた。